# Тарадуда Денис Олегович
Денис Олегович Тарадуда (нар. 17 серпня 2000, с. Розівка, Донецька область, Україна) — український футболіст, захисник.

## Клубна кар'єра
Народився в селі Розівка Донецької області. Вихованець молодіжних академій донецького «Шахтаря» та маріупольського «Іллічівця».
У 2014 році перейшов до академії дніпропетровського «Дніпра». У сезоні 2016/17 років перебував у заявці дніпровського клубу на сезон, проте грав за юнацьку та молодіжну команди «Дніпра». Сезон 2017/18 років разом з командою розпочав у Другій лізі, в якій дебютував 15 липня 2017 року в програному (1:2) виїзному поєдинку 1-го туру проти одеської «Реал Фарми». Денис вийшов на поле на 81-й хвилині, замінивши Дмитра Бондаря. У складі «Дніпра» в Другій лізі зіграв 21 матч, ще 1 поєдинок провів у кубку України.
Напередодні початку сезону 2018/19 років перейшов до «Ворскли». Першу половину сезону відіграв за молодіжну команду (15 матчі), був капітаном молодіжного складу. За першу команду полтавчан дебютував 24 лютого 2019 року в програному (0:4) домашньому поєдинку 19-го туру Прем'єр-ліги проти львівських «Карпат». Тарадуда вийшов на поле в стартовому складі.
Згодом захищав кольори аматорського клубу «Вовчанськ», російського СКА-Хабаровськ та «ВПК-Агро».
Влітку 2022 року перейшов до естонської команди «Транс» (Нарва).
Взимку 2023 року перейшов до литовського клубу «Дайнава»

## Кар'єра в збірній
Виступав за юнацькі збірній України U-16 та U-17. Зіграв 7 матчів.